# Pierścieniopłat

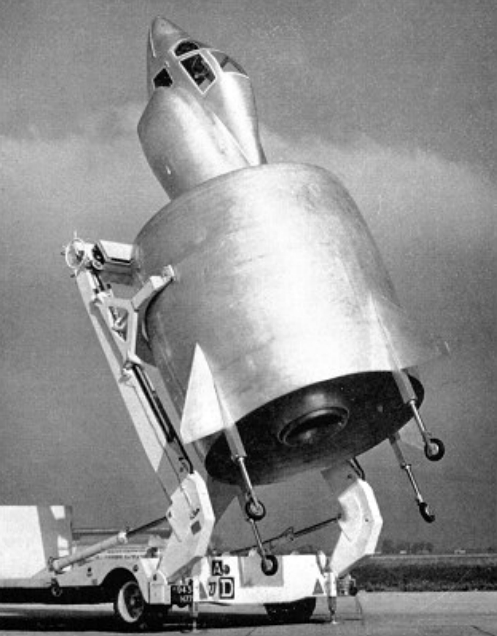
SNECMA Coléoptère

Pierścieniopłat – statek powietrzny, który zamiast klasycznych skrzydeł, ma płat nośny ukształtowany w formie pierścienia otaczającego kadłub.
Pierścieniopłat może mieć napęd śmigłowy, pochodzący z dwóch przeciwbieżnych śmigieł napędzanych silnikiem turbośmigłowym, lub napęd odrzutowy pochodzący z silnika turboodrzutowego oraz strumieniowego (pierścieniowy płat nośny pierścieniopłata pełni wtedy także funkcję obudowy silnika strumieniowego). 
Kadłub pierścieniopłata ma kształt walca. Na przedzie (szczycie) znajduje się kabina pilota, dalej umieszczone są zbiorniki paliwa i urządzenia pomocnicze, na końcu zaś zamontowany jest silnik. Do tylnej (dolnej) części kadłuba przymocowany jest płat pierścieniowy. Całość wspiera się na dość wysokim podwoziu (najczęściej kołowym) przytwierdzonym do płata pierścieniowego.
Start i lądowanie odbywa się w pozycji pionowej, przelot w pozycji poziomej.
Pierścieniopłat zwany jest również coleopterem. Termin ten został zapożyczony z języka francuskiego, w którym coléoptère znaczy chrząszcz. Pierwsza konstrukcja pierścieniopłatu - SNECMA Coléoptère - powstała we Francji w latach pięćdziesiątych XX wieku. Nie wyszła poza stadium prób, które zapoczątkował Helmuth von Zborowski. 
Za prekursorów pierścieniopłatów można uznać Niemców, którzy pod koniec II wojny światowej stworzyli pierwsze plany tego typu statków powietrznych. Podejmując prace projektowe nad pionowzlotami Niemcy chcieli uniezależnić swoją flotę powietrzną od stanu swych lotnisk, które były intensywnie bombardowane przez aliantów. Zakłady Heinkel przedstawiły dwa projekty, Wespe i Lerche II, ale nigdy nie podjęto ich produkcji.
Maszyna firmy SNECMA od początku stwarzała ogromne problemy pilotażowe, zarówno z utrzymaniem równowagi w locie pionowym, jak i przy przechodzeniu z lotu pionowego w poziomy. 
Amerykański projekt, tzw. Hiller VXT-8, nie doczekał się nawet zbudowania prototypu.